# Bérat (Haute-Garonne)
Pour les articles homonymes, voir Bérat.
Bérat est une commune française située dans le centre du département de la Haute-Garonne, en région Occitanie. Sur le plan historique et culturel, la commune est dans le pays toulousain, qui s’étend autour de Toulouse le long de la vallée de la Garonne, bordé à l’ouest par les coteaux du Savès, à l’est par ceux du Lauragais et au sud par ceux de la vallée de l’Ariège et du Volvestre.
Exposée à un climat océanique altéré, elle est drainée par le canal de Saint-Martory, le Touch, le ruisseau de billère, le ruisseau de Gragnon, le ruisseau de Rieu Ferré, le ruisseau des Feuillants et par divers autres petits cours d'eau.
Bérat est une commune rurale qui compte 3 079 habitants en 2022, après avoir connu une forte hausse de la population depuis 1975. Elle appartient à l'unité urbaine de Bérat et fait partie de l'aire d'attraction de Toulouse. Ses habitants sont appelés les Bératais ou  Bérataises.

## Géographie

### Localisation
La commune de Bérat se trouve dans le département de la Haute-Garonne, en région Occitanie.
Elle se situe à 33 km à vol d'oiseau de Toulouse, préfecture du département, à 15 km de Muret, sous-préfecture, et à 20 km de Cazères, bureau centralisateur du canton de Cazères dont dépend la commune depuis 2015 pour les élections départementales.
La commune fait en outre partie du bassin de vie de Rieumes.
Les communes les plus proches sont : 
Bois-de-la-Pierre (4,3 km), Poucharramet (4,4 km), Labastide-Clermont (5,5 km), Longages (5,8 km), Savères (5,9 km), Rieumes (6,1 km), Peyssies (6,3 km), Lherm (6,9 km).
Sur le plan historique et culturel, Bérat fait partie du pays de Comminges correspondant à l’ancien comté de Comminges, circonscription de la province de Gascogne située sur les départements actuels du Gers, de la Haute-Garonne, des Hautes-Pyrénées et de l'Ariège.
Bérat est limitrophe de huit autres communes.
| Rieumes            | Poucharramet      | Lherm             |
| Savères            | Bérat             | Lavernose-Lacasse |
| Labastide-Clermont | Bois-de-la-Pierre | Longages          |

### Situation géologique
La commune de Bérat est établie sur la troisième terrasse de la vallée de la Garonne. L’originalité de cette vallée porte sur son profil dissymétrique par rapport au lit du fleuve. Sa rive droite est surplombée par un talus abrupt qui entaille profondément la molasse de l’ère tertiaire (coteaux de Carbonne, Muret) tandis que la rive gauche est constituée de terrasses en gradins bien visibles entre les villes de Toulouse et de Muret (les descentes de la route de Lavernose et de Longages nous amènent en seconde terrasse, la montée au pied du village de Rieumes en quatrième).
D’origine fluvio-sédimentaire, la genèse de ces terrasses résulte de la succession des différentes crises climatiques de la première période du Quaternaire. Ces terrasses correspondent à d’anciens lits alluviaux abandonnés par le fleuve.
Bérat s’enracine sur un ancien lit de la Garonne, l’appareillage des murs des anciens bâtis et les galets de quartzite des jardins en font la preuve.
La superficie de la commune est de 2 446 hectares; son altitude varie de 202  à   265 mètres.

### Hydrographie

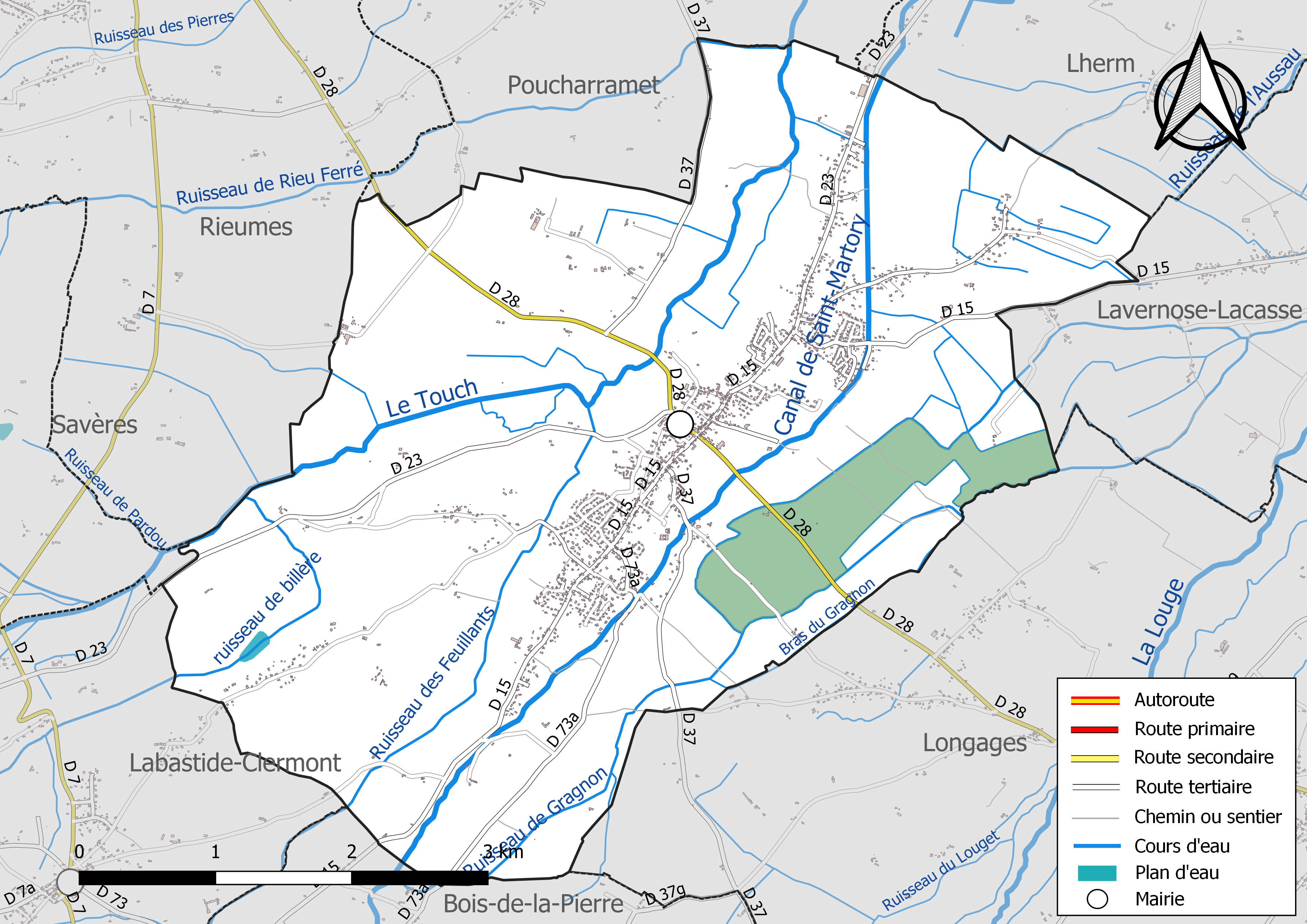
Réseaux hydrographique et routier de Bérat.

La commune est dans le bassin de la Garonne, au sein du bassin hydrographique Adour-Garonne. Elle est drainée par le canal de Saint-Martory, le Touch, le ruisseau de billère, le ruisseau de Gragnon, le ruisseau de Rieu Ferré, le ruisseau des Feuillants, un bras du Gragnon et par divers petits cours d'eau, constituant un réseau hydrographique de 48 km de longueur totale,.
Le canal de Saint-Martory, d'une longueur totale de 71,2 km, prend sa source dans la commune de Saint-Martory et s'écoule du sud-ouest vers le nord-est. Il traverse la commune et se jette dans la Garonne à Toulouse, après avoir traversé 19 communes.
Le Touch, d'une longueur totale de 74,5 km, prend sa source dans la commune de Lilhac et s'écoule du sud-ouest vers le nord-est. Il traverse la commune et se jette dans la Garonne à Blagnac, après avoir traversé 29 communes.

### Climat
Pour des articles plus généraux, voir Climat de l'Occitanie et Climat de la Haute-Garonne.
En 2010, le climat de la commune est de type climat du Bassin du Sud-Ouest, selon une étude s'appuyant sur une série de données couvrant la période 1971-2000. En 2020, Météo-France publie une typologie des climats de la France métropolitaine dans laquelle la commune est exposée à un climat océanique altéré et est dans la région climatique Aquitaine, Gascogne, caractérisée par une pluviométrie abondante au printemps, modérée en automne, un faible ensoleillement au printemps, un été chaud (19,5 °C), des vents faibles, des brouillards fréquents en automne et en hiver et des orages fréquents en été (15 à 20 jours).
Pour la période 1971-2000, la température annuelle moyenne est de 12,9 °C, avec une amplitude thermique annuelle de 15,6 °C. Le cumul annuel moyen de précipitations est de 725 mm, avec 9,2 jours de précipitations en janvier et 5,6 jours en juillet. Pour la période 1991-2020, la température moyenne annuelle observée sur la station météorologique la plus proche, située à Lherm à 7 km à vol d'oiseau, est de 13,6 °C et le cumul annuel moyen de précipitations est de 620,4 mm,. Pour l'avenir, les paramètres climatiques de la commune estimés pour 2050 selon différents scénarios d'émission de gaz à effet de serre sont consultables sur un site dédié publié par Météo-France en novembre 2022.

### Milieux naturels et biodiversité
Aucun espace naturel présentant un intérêt patrimonial n'est recensé dans la commune dans l'inventaire national du patrimoine naturel,,.

## Urbanisme

### Typologie
Au 1er janvier 2024, Bérat est catégorisée commune rurale à habitat dispersé, selon la nouvelle grille communale de densité à sept niveaux définie par l'Insee en 2022.
Elle appartient à l'unité urbaine de Bérat, une unité urbaine monocommunale constituant une ville isolée,. Par ailleurs la commune fait partie de l'aire d'attraction de Toulouse, dont elle est une commune de la couronne,. Cette aire, qui regroupe 527 communes, est catégorisée dans les aires de 700 000 habitants ou plus (hors Paris),.

### Occupation des sols
L'occupation des sols de la commune, telle qu'elle ressort de la base de données européenne d’occupation biophysique des sols Corine Land Cover (CLC), est marquée par l'importance des territoires agricoles (81,8 % en 2018), en diminution par rapport à 1990 (84,3 %). La répartition détaillée en 2018 est la suivante : 
terres arables (70,2 %), forêts (10 %), zones urbanisées (8,1 %), zones agricoles hétérogènes (7,9 %), prairies (3,7 %). L'évolution de l’occupation des sols de la commune et de ses infrastructures peut être observée sur les différentes représentations cartographiques du territoire : la carte de Cassini (XVIIIe siècle), la carte d'état-major (1820-1866) et les cartes ou photos aériennes de l'IGN pour la période actuelle (1950 à aujourd'hui).

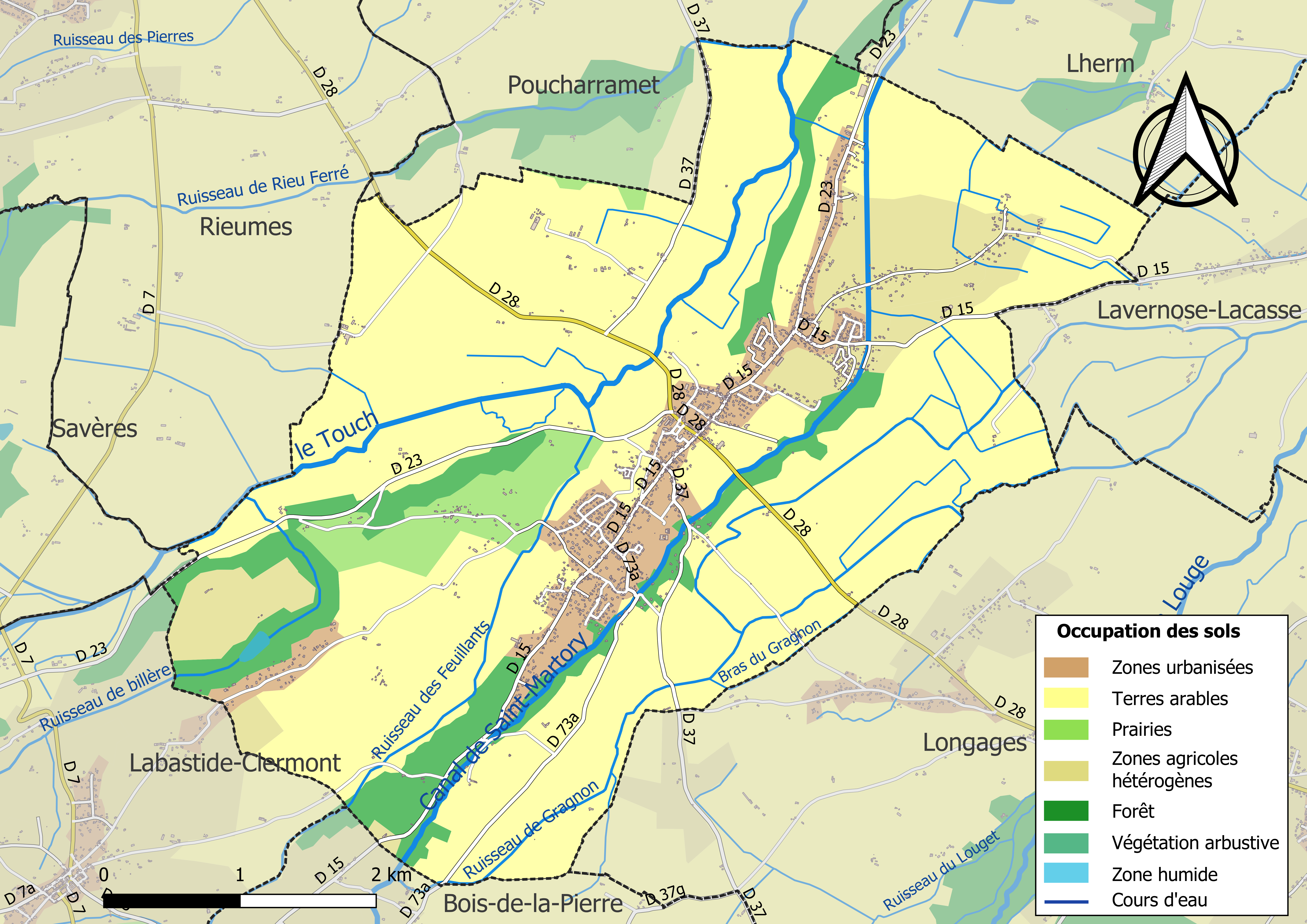
Carte des infrastructures et de l'occupation des sols de la commune en 2018 (CLC).

### Morphologie urbaine
L'essentiel des constructions qui s'étire sur plus de cinq kilomètres le long de la route départementale D 23 est situé sur une colline entre les vallées du Touch et de la Louge.

### Lieux-dits ou hameaux
Les Crocs, la Grangette, Cap Debat, Cap Dessus

### Logement
L'urbanisation croissante s'explique par la périurbanisation due à la proximité de Toulouse, Bérat faisant partie de son aire urbaine.

### Voies de communication et transports
- Par la route: A64 (sortie nos 30).
- Par le train: en gare de Longages-Noé par TER Occitanie ou gare du Fauga sur la ligne Toulouse - Bayonne.
- Par l'avion: l'aéroport Toulouse-Blagnac.

La ligne 324 du réseau Arc-en-Ciel permet de rejoindre la gare de Muret (et Toulouse par TER) depuis le centre de Bérat. La ligne 361 dessert la commune depuis Le Fousseret vers la gare routière de Toulouse et la ligne 364 dessert la commune depuis Rieumes vers la gare routière de Toulouse également.

### Risques naturels et technologiques
Bérat est située sur une zone à risque d'inondation limité en bordure du Touch et de son affluent, ainsi qu'aux mouvements de terrain, affaissements et effondrements.
La commune est également concernée par un risque de séisme de 2/5 (faible).

## Histoire

### La préhistoire
Bérat comporte de nombreux sites de gisements préhistoriques où l'on peut trouver, encore de nos jours, des objets taillés dans les quartzites déposés par la Garonne.

### Moyen Âge

#### L'influente abbaye de Lézat
Le nom de Bérat commence à apparaître avec certitude dans des écrits du Xe siècle et notamment dans le XIe acte du cartulaire de l'abbaye de Lézat en date du mois de juin 946 lequel indique que « Sictrude donne à l'abbaye de Lézat (dépendante de l'abbaye de Cluny) le quart de l'église de Saint Pierre de Bérat, avec la moitié d'une vigne et d'une terre, et une redevance annuelle d'un demi-muid de vin ».
En 1040, Lézat rétrocède ses droits aux Hospitaliers présents à Poucharramet.
En 1071, Raymond Garsia, vassal d'Arnaud de Muret qui détient des terres à Bérat, cède un emplacement à l'abbaye de Lézat pour y créer la sauveté de Sainte Marie de Cog Morta sur laquelle sera édifiée une église.
Les Hospitaliers rétrocèdent par la suite St Pierre de Bérat à Lézat, Raymond Arnaud approuve en 1084 la donation des deux églises.
Les deux paroisses se regroupent pour former une seule sauveté autour de Saint-Pierre sur la base du village actuel.
L'abbaye de Lézat établit à Bérat un prieuré qui se maintiendra jusqu'en 1710.

#### Bérat passe du clergé au Comminges
Au XIIe siècle, à la suite du mariage de Bernard Ier, comte de Comminges et de Diaz de Muret, Bérat entre en Comminges.
Bernard 1er passe à la maison d'Aspet (fin XIIe, début XIIIe siècle), une des plus grandes seigneuries du Comminges. Arnaud Raimond II d'Aspet marie sa fille à Fortanier de Comminges. de leur union naît Roger, qui sera seigneur de Bérat entre 1217 et 1259. Ramont AT et Bernard, fils de Roger étaient susceptibles de reprendre la seigneurie, le manque de documents durant cette période ne permet pas d'étayer cette hypothèse.
La sauveté laisse place à un village, groupé autour d'un château élevé sur motte et entouré d'eau (lieu-dit "le Barradas" à l'actuel emplacement du groupe scolaire)
Du XIIIe au XIVe siècle va perdurer une période trouble alimentée par des guerres seigneuriales, les guerres de Religion et la guerre de Cent Ans, ce qui amènera les seigneurs d'Aspet à édifier une forteresse pour protéger les populations, ce dont l'église était incapable. Le château fut en fin de compte réduit en cendres, et quelques vestiges subsistèrent jusqu'au XVIIIe siècle (nom de "Barradas" = fortin détruit).
On reparle en 1306 d'un autre Bernard d'Aspet, seigneur de Bérat, dont le fils Raimond d'Aspet, seigneur à son tour vers 1379, épouse dame Tiburge de Pailhés. On retrouve la trace d'un Jean d'Aspet au début du XVe siècle qui signe ses actes en tant que seigneur de Bérat.
À partir du Moyen Âge jusqu'à sa disparition en 1790 pendant la Révolution française, Bérat faisait partie du diocèse de Rieux.

#### Alliance du Comminges avec le Béarn
C'est en 1420 que succèdent aux Aspet, les Coarraze, issus du Béarn. Raymond Arnaud de Coarraze (compagnon de Jeanne d'Arc) se marie avec une Aspet en 1421 et devient, de fait, seigneur de Bérat, d'Espaon et co-seigneur de Péguilhan. Son frère Bernard est attesté comme Baron de Bérat en 1432 et, de l'union de ce dernier avec Sibylle de Castelbajac, naît Jean de Coarraze Baron de Bérat entre 1477 et 1506.

### Époque moderne

#### Alliance du Béarn avec l'Armagnac
En 1470, l'arrêt des conflits permet aux ecclésiastiques de reprendre leurs activités.
Le site du château semble abandonné et l'on débute alors la construction de l'église actuelle
Une période non documentée ne permet pas d'établir le jeu des alliances qui allaient s'opérer entre les Coarraze et les Duffaur, originaires d'Armagnac.
Les Duffaur de Coarraze s'établissent au domaine de Latour.
En 1596, Corban Duffaur de Coarraze, seigneur de Bérat, épouse Isabeau de Jaubert. Ils ont pour fils Jean-Pierre II Duffaur de Coarraze, seigneur lui aussi, qui épouse en 1624 Catherine de Béon de Lapalu puis Catherine Darmoutiou-Vinou. Leur fils Jean Louis Duffaur de Coarraze, né en 1627, est baron de Bérat. Il épouse Jeanne Marie d'Encausse. Ils auront un hériter, Philippe, seigneur de Sémézies, qui meurt vers 1692 à Bérat sans postérité. Son frère hérite de la seigneurie qu'il lègue à Jean-Louis II, né en 1687 et cité en 1736, lequel épouse Anne de Villemur de Pailhés, d'où naît François-Antoine Duffaur de Coarraze né en 1721. Ce dernier, co-seigneur de Bérat, épouse Anne-Marie de Binos. Le dernier des Duffaur de Coarraze est cité comme étant premier page du Roi. Il émigrera en 1799.

#### Alliance avec des marchands anoblis, retour du clergé etRévolution française
Aux XVIIe et XVIIIe siècles, Bérat revient dans le giron de l'église et fait partie de l'Évêché ainsi que de la justice de Rieux.
Les de Papus (liés au capitoulat de Toulouse), famille de marchands anoblis au XVIe, partagent la seigneurie de Bérat avec les Duffaur de Coarraze.
La famille des Papus, connue à Toulouse depuis 1518 et dont un quartier de la ville porte encore le nom, donneront plusieurs barons à Bérat avec François III de Papus, mort en 1665, époux de Jeanne de Coulet puis de Marie de Frézals, ainsi que le fils Jean de Papus qui épousera Marie Dumas, d'où François IV, né à Venerque en 1630 qui sera également cité comme Baron de Bérat, ce dernier épousant Marie de Combettes en 1676, d'où Marie Joseph qui épouse en 1690 Marie de Parade, et sera Baron de 1733 à 1738. leur fils François V est cité en 1779 sous le titre de Baron de Bérat et co-seigneur de Lherm. François V eut de ses épouses successives, Perette de Boredon puis Jeanne de Lézat, deux filles : Henriette, qui prendra le nom de Dufas et Jean-Gabrielle celui de Legardeur.
La Révolution viendra balayer les droits seigneuriaux.
Les titres se perdent et les biens sont partagés au début du XIXe siècle...

### Époque contemporaine

#### Après la Révolution
Bérat appartient tout d'abord au canton de Noé, puis à celui de Carbonne, et enfin, le 21 août 1833, à celui de Rieumes. Au XIXe siècle, la vigne et le commerce font la prospérité de Bérat. En 1881, la population est de 1 017 habitants répartis dans 289 maisons.

Pour 1939-1945 voir : 

## Politique et administration

### Administration municipale
Le nombre d'habitants au recensement de 2011 étant compris entre 2 500 habitants et 3 499 habitants, le nombre de membres du conseil municipal pour l'élection de 2014 est de vingt trois,.

### Rattachements administratifs et électoraux
Commune faisant partie de la huitième circonscription de la Haute-Garonne, de la communauté de communes Cœur de Garonne et du canton de Cazères (avant le redécoupage départemental de 2014, Bérat faisait partie de l'ex-canton de Rieumes) et avant le 1er janvier 2017 elle faisait aussi partie de la communauté de communes du Savès.

### Liste des maires

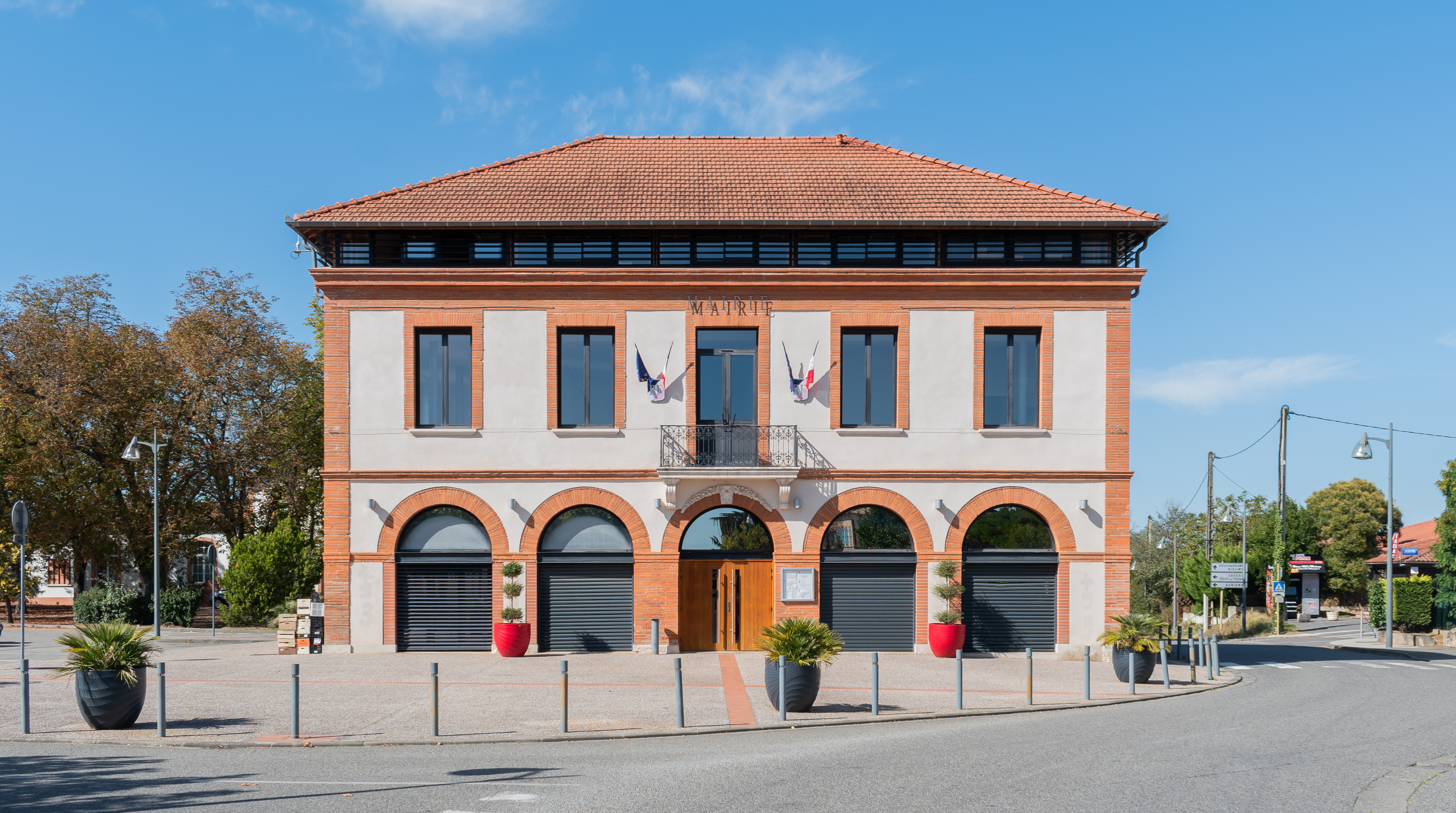
La mairie en 2023.

## Population et société

### Démographie
| 1793 | 1800 | 1806 | 1821 | 1831  | 1836  | 1841  | 1846  | 1851  |
| ---- | ---- | ---- | ---- | ----- | ----- | ----- | ----- | ----- |
| 725  | 694  | 943  | 988  | 1 103 | 1 147 | 1 141 | 1 189 | 1 214 |

| 1856  | 1861  | 1866  | 1872  | 1876  | 1881  | 1886  | 1891  | 1896 |
| ----- | ----- | ----- | ----- | ----- | ----- | ----- | ----- | ---- |
| 1 219 | 1 131 | 1 091 | 1 053 | 1 018 | 1 016 | 1 028 | 1 019 | 980  |

| 1901 | 1906 | 1911 | 1921 | 1926 | 1931 | 1936 | 1946 | 1954 |
| ---- | ---- | ---- | ---- | ---- | ---- | ---- | ---- | ---- |
| 917  | 939  | 915  | 849  | 852  | 812  | 750  | 766  | 802  |

| 1962 | 1968 | 1975 | 1982 | 1990  | 1999  | 2006  | 2007  | 2012  |
| ---- | ---- | ---- | ---- | ----- | ----- | ----- | ----- | ----- |
| 818  | 804  | 823  | 980  | 1 153 | 1 407 | 2 249 | 2 369 | 2 806 |

| 2017  | 2022  | - | - | - | - | - | - | - |
| ----- | ----- | - | - | - | - | - | - | - |
| 3 016 | 3 079 | - | - | - | - | - | - | - |

| selon la population municipale des années : | 1968 | 1975 | 1982 | 1990 | 1999 | 2006 | 2009 | 2013 |
| Rang de la commune dans le département      | 108  | 106  | 113  | 111  | 109  | 85   | 72   | 73   |
| Nombre de communes du département           | 592  | 582  | 586  | 588  | 588  | 588  | 589  | 589  |

### Enseignement
Bérat fait partie de l'académie de Toulouse.
L'éducation est assurée dans la commune par une école primaire qui comptait 425 élèves en 2011 : 265 à l'école élémentaire (11 classes) et 160 à l'école maternelle (6 classes). Elle comporte aussi une crèche.

### Culture
Bibliothèque, salle des fêtes, fête locale en septembre, vide-greniers, et de très nombreuses associations sont présentes dans la commune.

### Activités sportives
Football, rugby à XV,

### Écologie et recyclage
La collecte et le traitement des déchets des ménages et des déchets assimilés ainsi que la protection et la mise en valeur de l'environnement se font dans le cadre de la Communauté de communes du Savès.
Il existe une déchèterie située dans la commune de Rieumes (déchèterie du Savès).

## Économie

### Revenus
En 2018  (données Insee publiées en septembre 2021), la commune compte 1 117 ménages fiscaux, regroupant 3 062 personnes. La médiane du revenu disponible par unité de consommation est de 22 050 € (23 140 € dans le département). 49 % des ménages fiscaux sont imposés (55,3 % dans le département).

### Emploi
|                | 2008  | 2013  | 2018  |
| -------------- | ----- | ----- | ----- |
| Commune        | 6,7 % | 8,1 % | 9 %   |
| Département    | 7,7 % | 9,6 % | 9,3 % |
| France entière | 8,3 % | 10 %  | 10 %  |

En 2018, la population âgée de 15 à 64 ans s'élève à 1 908 personnes, parmi lesquelles on compte 80,7 % d'actifs (71,7 % ayant un emploi et 9 % de chômeurs) et 19,3 % d'inactifs,. Depuis 2008, le taux de chômage communal (au sens du recensement) des 15-64 ans est inférieur à celui de la France et du département.
La commune fait partie de la couronne de l'aire d'attraction de Toulouse, du fait qu'au moins 15 % des actifs travaillent dans le pôle,. Elle compte 382 emplois en 2018, contre 310 en 2013 et 297 en 2008. Le nombre d'actifs ayant un emploi résidant dans la commune est de 1 374, soit un indicateur de concentration d'emploi de 27,8 % et un taux d'activité parmi les 15 ans ou plus de 68,1 %.
Sur ces 1 374 actifs de 15 ans ou plus ayant un emploi, 230 travaillent dans la commune, soit 17 % des habitants. Pour se rendre au travail, 91,3 % des habitants utilisent un véhicule personnel ou de fonction à quatre roues, 2,8 % les transports en commun, 2,7 % s'y rendent en deux-roues, à vélo ou à pied et 3,3 % n'ont pas besoin de transport (travail au domicile).

### Activités hors agriculture

#### Secteurs d'activités
199 établissements sont implantés  à Bérat au 31 décembre 2019. Le tableau ci-dessous en détaille le nombre par secteur d'activité et compare les ratios avec ceux du département,.
| Secteur d'activité                                                                                        | Commune | Commune | Département |
| Secteur d'activité                                                                                        | Nombre  | %       | %           |
| --- | ------- | ------- | ----------- |
| Ensemble                                                                                                  | 199     | 100 %   | (100 %)     |
| Industrie manufacturière, industries extractives et autres                                                | 18      | 9 %     | (5,7 %)     |
| Construction                                                                                              | 52      | 26,1 %  | (12 %)      |
| Commerce de gros et de détail, transports, hébergement et restauration                                    | 40      | 20,1 %  | (25,9 %)    |
| Information et communication                                                                              | 4       | 2 %     | (4,1 %)     |
| Activités financières et d'assurance                                                                      | 2       | 1 %     | (3,8 %)     |
| Activités immobilières                                                                                    | 6       | 3 %     | (4,2 %)     |
| Activités spécialisées, scientifiques et techniques et activités de services administratifs et de soutien | 22      | 11,1 %  | (19,8 %)    |
| Administration publique, enseignement, santé humaine et action sociale                                    | 33      | 16,6 %  | (16,6 %)    |
| Autres activités de services                                                                              | 22      | 11,1 %  | (7,9 %)     |

Le secteur de la construction est prépondérant dans la commune puisqu'il représente 26,1 % du nombre total d'établissements de la commune (52 sur les 199 entreprises implantées  à Bérat), contre 12 % au niveau départemental.

#### Entreprises et commerces
Les cinq entreprises ayant leur siège social sur le territoire communal qui génèrent le plus de chiffre d'affaires en 2020 sont : 
- Acs Cuisine Et Bain, travaux de menuiserie bois et PVC (153 k€)
- Eco Bat, travaux d'isolation (97 k€)
- Si-Enligne, conseil en systèmes et logiciels informatiques (73 k€)
- Animation Conseil Et Formation Informatique, formation continue d'adultes (31 k€)
- Qui Vivra Berat, construction de maisons individuelles (31 k€)

L'artisanat ainsi que le commerce y sont bien représentés.
Depuis 2008, un marché de plein vent rassemble tous les dimanches de 7 heures à 12 heures de nombreux commerçants : marchands de fruits et légumes, de pains, boucherie, charcuterie, traiteur, fleurs, vêtements...

### Agriculture
La commune est dans « les Vallées », une petite région agricole consacrée à la polyculture sur les plaines et terrasses alluviales qui s’étendent de part et d’autre des sillons marqués par la Garonne et l’Ariège. En 2020, l'orientation technico-économique de l'agriculture  dans la commune est la culture de céréales et/ou d'oléoprotéagineuses.
|               | 1988  | 2000  | 2010  | 2020  |
| ------------- | ----- | ----- | ----- | ----- |
| Exploitations | 49    | 36    | 22    | 20    |
| SAU (ha)      | 1 892 | 1 999 | 1 598 | 1 661 |

Le nombre d'exploitations agricoles en activité et ayant leur siège dans la commune est passé de 49 lors du recensement agricole de 1988  à 36 en 2000 puis à 22 en 2010 et enfin à 20 en 2020, soit une baisse de 59 % en 32 ans. Le même mouvement est observé à l'échelle du département qui a perdu pendant cette période 57 % de ses exploitations,. La surface agricole utilisée dans la commune a également diminué, passant de 1 892 ha en 1988 à 1 661 ha en 2020. Parallèlement la surface agricole utilisée moyenne par exploitation a augmenté, passant de 39 à 83 ha.
L'agriculture basée sur la culture de céréales (maïs, blé…) a encore une place importante mais tend à diminuer en faveur de zones résidentielles liées à la proximité de l'agglomération toulousaine.

## Culture locale et patrimoine

### Lieux et monuments
- Église Saint-Pierre.

### Personnalités liées à la commune
- Jacques Fauché (1927-2013), peintre, y réside des années 1950 jusqu'à sa mort.
- Jean-Jacques Borrut (1944-2020), artiste plasticien et poète.
- Antonio Gentile Pallavicino (1441-1507), cardinal italien, y a officié.
- Philippe Foré (né à Bérat en 1927), affichiste et peintre. L'école primaire de la ville porte son nom depuis 2012[44].

## Pour approfondir